# Horace de Landau
Horace de Landau (Odessa, 24 giugno 1824 – Firenze, 18 novembre 1903) è stato un banchiere e bibliofilo francese di origine ucraina.

## Biografia

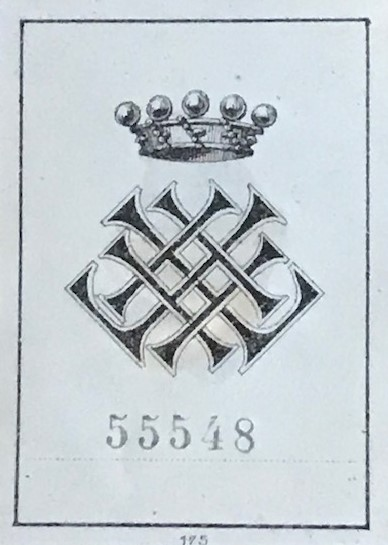
Ex libris di Horace de Landau proveniente dal Fondo Finaly-Landau della sede di Matematica della Biblioteca di Scienze dell'Università di Firenze

Nato il 24 giugno 1824 a Odessa, in Ucraina, da una famiglia ebraica, Horace de Landau fu zio di Jenny Ellenberger-Finaly e del banchiere Hugo Finaly nonché prozio di Horace Finaly, anch'egli banchiere .
Naturalizzato francese, fu rappresentante del banchiere James de Rothschild a Costantinopoli, Firenze, Torino e in quest'ultima città negoziò con il governo piemontese una serie di grossi prestiti che servirono per finanziare l'Unità italiana  nel biennio 1859-60.
Stabilitosi a Firenze nel 1864, acquistò nel 1866 da James de Rothschild Villa Normanby, da allora conosciuta come Villa Landau poi Villa Landau-Finaly dal nome dei suoi eredi. Horace de Landau ottenne il titolo di barone nel 1867 e morì a Firenze il 18 novembre 1903.
Collezionista e bibliofilo appassionato, raccolse nella sua residenza fiorentina una vasta collezione di manoscritti, incunaboli e vecchie edizioni di cui un catalogo parziale fu pubblicato dal bibliotecario A. Roediger negli anni 1885-90. Le collezioni, accresciute dagli eredi Finaly, saranno in parte lasciate al Comune di Firenze e depositate, nel 1949, presso la Biblioteca Nazionale Centrale di Firenze , in parte entreranno fin dal 1931 nel patrimonio della sede di Matematica della Biblioteca di Scienze dell'Università di Firenze e in parte finiranno disperse in varie aste. La villa, invece, fu lasciata in eredità alla Cancelleria dell'Università di Parigi (1953) che la trasformò in un centro di accoglienza e ricerca .